# J'irai cracher sur vos tombes (film)
Pour les articles homonymes, voir J'irai cracher sur vos tombes (homonymie).
Pour plus de détails, voir Fiche technique et Distribution.
J'irai cracher sur vos tombes est un film français réalisé par Michel Gast et sorti en 1959. C'est une adaptation du roman homonyme de Boris Vian.

## Synopsis
Aux États-Unis, un jeune noir est assassiné parce qu'il aimait une blanche. Son frère Joe, atterré par le racisme ambiant, s'expatrie vers un pays où il a obtenu l'appui d'un certain Horace Chandley, libraire d'une petite ville. La cité est sous l'emprise d'un gang dirigé par Stan Walker. Contrairement à la population, Joe est le seul à résister aux intimidations de Stan et de sa bande. Pour se venger des blancs, Joe, dont la pigmentation claire de la peau ne révèle pas ses origines, réussit à se faire aimer d'Elisabeth Shannon qui était promise à Stan. Poursuivant sa vengeance, il séduit ensuite Sylvia, la sœur d'Elisabeth. Ses plans sont contrariés lorsque Stan découvre qu'il est afro-américain. Informée, Sylvia le poursuit à son tour de sa vindicte pour laver son honneur de blanche bafouée, mais Joe et Elisabeth, profondément épris l'un de l'autre, réussissent à s'enfuir jusqu'au dénouement dramatique.

## Fiche technique
- Titre original : J'irai cracher sur vos tombes
- Réalisation :	Michel Gast, assisté de Bernard Paul
- Supervision de la réalisation : Ralph Habib
- Scénario : Jacques Dopagne et Boris Vian d'après son roman J'irai cracher sur vos tombes, 1946
- Dialogues : Luska Eliroff, Michel Gast, Louis Sapin
- Décors : Robert Bouladoux
- Photographie : Marc Fossard
- Son : Raymond Gauguier
- Montage : Éliane Bensdorp
- Musique : Alain Goraguer, André Gosselain (André Hossein)[1]
- Productrice : Josette Trachsler
- Directeur de production : André Labrousse
- Attachée de presse Claude Le Gac
- Sociétés de production : Cinéma Télévision International (CTI, France), Société internationale de production de films (SIPRO, France)
- Sociétés de distribution : Lux Films (distributeur d'origine), Vega Productions (France), Paris Nord Distribution (France), Société Générale de Distribution (France), Les Films Grandvilliers (France), Aufifilm (France), Delta Distribution (France)
- Pays de production :  France
- Langue originale : français
- Format : 35 mm, noir et blanc, son monophonique
- Genre : drame
- Durée : 107 minutes
- Dates de sortie : 
  - France : 26 juin 1959, reprise le 16 juin 2004
  - États-Unis : 28 juin 1963
- Classifications CNC : tous publics, Art et Essai (visa d'exploitation no 21948 délivré le 7 mai 2004).

## Distribution
- Christian Marquand : Joe Grant
- Antonella Lualdi : Elisabeth Shannon
- Renate Ewert : Sylvia Shannon
- Paul Guers : Stan Walker
- Fernand Ledoux : Horace Chandley
- Daniel Cauchy : Sonny
- Jean Sorel : Elmer
- Jean Droze : Ted
- Claude Berri : David
- Catherine Fonteney : Madame Shannon
- Marina Petrowna : Sheila
- Gisèle Gallois : Mona
- Monique Just : Jay
- Marie-Blanche Vergne : Janet
- André Versini : Lex

## Tournage
- Extérieurs : Nice (France), Rome (Italie).

## Autour du film
Boris Vian, qui désapprouvait totalement l'adaptation de son roman, subit un arrêt cardiaque dans la salle au début de sa première projection. Le matin du 23 juin 1959, il assiste à la première de J'irai cracher sur vos tombes au cinéma Le Marbeuf (Paris 8e). Il a déjà combattu les producteurs, sûrs de leur interprétation de son travail, et a publiquement dénoncé le film, annonçant qu'il souhaitait faire enlever son nom du générique. Quelques minutes après le début de la projection, il s'effondre dans son siège et, avant d'arriver à l'hôpital, meurt d'une crise cardiaque.
La longue genèse du film est évoquée dans le documentaire d'Alexandre Hilaire et Yacine Badday Le Cinéma de Boris Vian (2011).